# Pedro Martins (bispo)
Pedro Martins, S.J. (Coimbra, 1542 - Costa de Singapura, 1 de fevereiro de 1598) foi um prelado jesuíta português da Igreja Católica, bispo de Funai.

## Biografia
Entrou para a Companhia de Jesus, quando contava com 14 anos, em 25 de maio de 1556. Recebeu o grau de doutor em teologia na Universidade de Évora, em 16 de julho de 1573, tornando-se professor na mesma universidade.
Foi pregador de El Rey Dom Sebastião, acompanhando-o no Marrocos, onde caiu cativo após a Batalha de Alcácer-Quibir. Foi resgatado em 1579. Após seu retorno, foi nomeado como procurador da Companhia de Jesus em Roma. Em 1585, parte para Goa, nomeado como Superior e Provincial da Companhia de Jesus na Índia, para onde partiu nesse ano com mais 11 missionários; no caminho, naufragou e foi capturado pelos Cafres.
Estando na Índia, foi eleito por Dom Filipe I como Bispo de Funai, tendo seu nome confirmado pelo Papa Clemente VIII em 27 de fevereiro de 1592. Foi consagrado na Catedral de Santa Catarina, por Dom Mateus de Medina, O. Carm., arcebispo de Goa.
Entre 1593 e 1595, por conta da prisão de Dom Leonardo Fernandes de Sá, bispo de Macau no Sultanato de Achém, atuou como administrador apostólico da Diocese.
Chegou em Nagasaki, junto com outros 6 missionários oriundos de Macau, em 14 de agosto de 1596, tornando-se assim o primeiro bispo residente no país. Em 26 de novembro deste ano, teve uma audiência com o Imperador Taicosama, em Fushimi. Contudo, isso não impediu o martírio de 26 cristãos, em 5 de fevereiro de 1597.
Para tentar coibir ou diminuir a perseguição aos Cristãos no Japão, foi a Goa para ter uma conversa com o Vice-rei, Dom Francisco da Gama, 4.º Conde da Vidigueira, mas durante a viagem, quando estava no Estreito de Singapura, veio a falecer em 1 de fevereiro de 1598. Foi sepultado em 18 de fevereiro na Igreja de São Paulo de Malaca.